# Parlør
En parlør er en lille frase- og rejseordbog, som indeholder vigtige ord og fraser til en turist i udlandet.